# 朱慶雲
朱慶雲（1437年—？），字奇逄，湖廣黃州府黃陂縣人，軍籍。明朝政治人物。進士出身。

## 生平
湖廣鄉試第五十七名。成化八年（1472年）壬辰科會試第二百二十二名，殿試登進士第三甲第一百四十九名。

## 家族
曾祖父朱祥輔。祖父朱文質。父亲朱皞，曾任教授。